# Peter Ndlovu
Peter Ndlovu (* 25. Februar 1973 in Bulawayo) ist ehemaliger simbabwischer Fußballspieler und -trainer. Als Stürmer war er in den 1990er-Jahren bekannt für seine Zeit in der englischen Premier League bei Coventry City. Dazu war er Teilnehmer für Simbabwe in den Jahren 2004 und 2006 an der jeweiligen Endrunde des Afrika-Cups. Er bestritt zwischen 1990 und 2007 insgesamt 81 offizielle Länderspiele und schoss dabei 37 Tore.

## Sportlicher Werdegang

### Coventry City
Ndlovu spielte zunächst in seiner simbabwischen Heimatstadt Bulawayo für den Highlanders FC und wurde dort von dem englischen Trainer John Sillett entdeckt. Verpflichtet wurde er dann jedoch im Juli 1991 von Terry Butcher, der den Erstligisten Coventry City trainierte. Sofort machte der Neuling auf sich aufmerksam mit einem Treffer auswärts beim FC Arsenal sowie dem Siegtor gegen Aston Villa im November 1991. Am 19. August 1992 trug sich Ndlovu in die Geschichtsbücher ein als erster afrikanischer Spieler in der neuen Premier League. Ndlovu spielte sich mit seinen Mannschaftskameraden unter dem neuen Trainer Bobby Gould in ein Formhoch und Coventry führte im Frühherbst 1992 die Tabelle zwischenzeitlich gar an. Mit dem im November 1992 zusätzlich verpflichteten Micky Quinn ließ auch Ndlovu weitere beeindruckende Siege folgen, unter anderem gegen Aston Villa (3:0) und auswärts mit 5:2 gegen den Titelanwärter Blackburn Rovers. Zum Ende ging der mit offensivem Fußball begeisternden Mannschaft jedoch die Puste aus und so rutschte Coventry von dem fünften sukzessive auf den 15. Abschlusstabellenplatz ab – Ndlovu hatte am letzten Spieltag beim spektakulären 3:3 gegen Leeds United noch einmal mit einer guten Leistung überzeugt. Weitere Schlüsselspieler in der mit schnellen Akteuren gespickten Mannschaft waren neben Ndlovu und Quinn noch John Williams, Kevin Gallacher (bis zu seinem Abgang nach Blackburn) und Robert Rosario.
Die folgende Saison 1993/94 begann für Coventry spektakulär mit einem 3:0-Auswärtssieg bei Arsenal, den Ndlovu einleitete, nachdem sein Sturmlauf von dem gegnerischen Außenverteidiger Lee Dixon im Strafraum mit einem Foul gestoppt wurde und Quinn den fälligen Elfmeter zur 1:0-Führung verwandelte. In dieser Spielzeit gelangen Ndlovu elf Premier-League-Tore und Gerüchten zufolge wollte ihn Arsenal für rund vier Millionen Pfund verpflichten. Nach einer bitteren 1:5-Niederlage gegen die Queens Park Rangers trat Gould von seinem Amt zurück und wurde von seinem ehemaligen Assistenten Phil Neal beerbt. Ndlovu blieb dem Verein treu, wenngleich in der anschließenden Spielzeit 1994/95 die Formkurve mit dem Fall von Platz 11 auf Rang 16 nach unten ging. Neal wurde im Februar 1995 durch Ron Atkinson ersetzt und das zwischenzeitlich gefährdete Klassenerhaltsziel wurde gesichert. Es folgte unter Atkinson mit seinem neuen Assistenten Gordon Strachan die zweite Hochphase für Ndlovu mit Coventry City. Besonders Highlight war sein Hattrick am 14. März 1995 in Anfield beim 3:2 gegen den FC Liverpool.
Die letzten beiden Jahren verliefen aber für Ndlovu persönlich weniger erfolgreich und ihm gelangen lediglich sechs Tore in dieser Zeit. Für die Ablösesumme von 1,6 Millionen Pfund wechselte er im Juli 1995 schließlich zum Zweitligisten Birmingham City, der von Trevor Francis trainiert wurde.

### Birmingham City & Sheffield United
Ndlovu verbrachte vier Jahre bei den „Blues“ und obwohl dem Klub der Erstligaaufstieg verwehrt blieb, galt der Neuling als eine gute Verpflichtung, die sich großer Beliebtheit bei den Anhängern erfreute. Gleich zweimal erreichte Birmingham die Play-off-Spiele, scheiterte jedoch jeweils bereits im Halbfinale. Im Dezember 2000 wurde er kurzzeitig an den Ligakonkurrenten Huddersfield Town ausgeliehen und sorgte dort mit einem Doppelschlag zum 3:0-Sieg gegen die Wolverhampton Wanderers für ein weiteres Highlight. Nach seiner Rückkehr absolvierte er im Januar 2001 mit Birmingham das Halbfinalhinspiel im Ligapokal gegen Ipswich Town, war danach jedoch weder im Rückspiel noch bei dem abschließenden Finale gegen den FC Liverpool mit von der Partie. Letzteres lag daran, dass er bereits im Februar 2001 ablösefrei zu Sheffield United weitergezogen war.
Auch in Sheffield erfreute sich Ndlovu einiger Beliebtheit und war eine Konstante im rechten Mittelfeld. Größte Erfolge waren in der Saison jeweils das Erreichen des Halbfinals im FA Cup und im Ligapokal und dazu der Einzug ins Play-off-Endspiel im gleichen Jahr, das mit 0:3 gegen die Wolverhampton Wanderers verloren ging. Im Sommer 2004 verließ Ndlovu Sheffield, nachdem er 25 Tore in 135 Ligaspielen geschossen hatte. Damit endete auch seine aktive Laufbahn im englischen Profifußball.

### Karriereausklang in Südafrika
Ndlovu zog nach Südafrika und schloss sich dort im Jahr 2004 den Mamelodi Sundowns in der Premier Soccer League an. Nach vier Jahren heuerte er bei Thanda Royal Zulu an und ließ danach bei Highfield United und den Black Mambas die Karriere bis 2011 ausklingen.
Im selben Jahr heuerte Ndlovu beim Trainerstab der simbabwischen Nationalmannschaft an und kehrte 2013 zu den Mamelodi Sundowns als Team-Manager zurück.

### Simbabwische Nationalmannschaft
Ndlovu bestritt nach offiziellen Angaben zwischen 1990 und 2007 insgesamt 81 Länderspiele und schoss dabei 37 Tore. Inoffizielle Quellen summieren seine Einsätze auf 100 Länderspiele auf. Größte Erfolge waren in den Jahren 2004 und 2006 die jeweilige Qualifikation für die Endrunde des Afrika-Cups. Dort war jedoch in beiden Fällen mit zwei Niederlagen und einem Sieg in der abschließenden Partie vorzeitig Endstation in der Gruppenphase als Tabellenletzter.